# Áustria nos Jogos Paralímpicos de Verão de 1988
Áustria participou dos Jogos Paralímpicos de Verão de 1988, que foram realizados na cidade de Seul, na Coreia do Sul, entre os dias 15 e 24 de outubro de 1988.
A delegação, com 43 integrantes, obteve 35 medalhas, das quais 13 de ouro, e terminou a participação na vigésima posição no quadro de medalhas.